# Ocotea boissieriana
Ocotea boissieriana är en lagerväxtart som först beskrevs av Carl Daniel Friedrich Meisner, och fick sitt nu gällande namn av Carl Christian Mez. Ocotea boissieriana ingår i släktet Ocotea och familjen lagerväxter. Inga underarter finns listade i Catalogue of Life.